# Spitalbach (Tauchenbach)
Der Spitalbach ist ein rund 6 Kilometer langer Bach im niederösterreichischen Industrieviertel und in der Oststeiermark. 

## Lauf und Landschaft
Der Spitalbach entspringt im südöstlichen Wechselgebiet, südöstlich von Mönichkirchen, am Windbichl und Tauchenberg nördlich von Feldbauern, auf etwa 870 m. Er fließt bis unterhalb des Hartbergs kurz ostwärts, und dann südlich Richtung Pinkatal. Anfangs begleitet er die Wechselbahn südlich des Hartbergtunnels und bildet in etwa die steirisch-niederösterreichische Grenze. Dann passiert er, als Gemeindegrenze Schäffern zu  Pinggau, die Orte Spital und Anger südlich. Kurz danach mündet er bei der Rodelmühle von links in den Tauchenbach.
Der Spitalbach gilt mit dem Hartberg als mögliche Grenze des Wechselgebiets zur Buckligen Welt respektive den Bernsteiner Bergen.